# Luiz Gonzaga
Luiz Gonzaga, (Exu, 1912. december 13. – Recife, 1989. augusztus 2.) brazil harmonikás, énekes, dalszerző, költő. A brazil populáris zene a XX. századi megszületése neki köszönhető. Egész Brazíliában játszott különféle műfajokban. Antônio Carlos Jobim zenei forradalmárnak nevezte. Caetano Veloso szerint ő volt az első jelentős kulturális esemény Brazíliában, amely tömegeket vonzott.

## Pályafutása
Luiz Gonzaga egy farmer fiaként nőtt fel. Megtanult harmonikán, teherőlanton és basszusdobon játszani. Fesztiválokon és vallási szertartásokon énekelt. Amikor bele mert szeretni egy jobb körökből származó lányba, amiért anyja rettenetesen összeverte. 
Örökre elhagyta a szülői házat. Táncfesztiválokon való fellépésből tartotta fenn magát, ahol elsősorban forrót játszott.
Gonzaga 1930-ban belépett a hadseregbe, és 1939-ig egy katonazenekarban játszott. Ezután Rio de Janeiro-ban élt, és olyan bárokban dolgozott, ahol bolerót, keringőt és tangót játszottak.
1941-ben első díjat nyert Ary Barroso tehetségkutató versenyén. Amikor rájött, hogy a kozmopolita Rio bevándorlóinak hiányzik az őshonos zenéjük, beépítette repertoárjába olyan jellegzetes stílusaikat, mint a Baião, Xaxado, Chamego, Côco. Felismerték ezt a piaci rést, és meghívást kapott, hogy rendszeresen szerepeljen rádióműsorokban. 1943-ban jellegzetes északkelet-brazil jelmezeket kezdett hordani fellépései során, és ezzel kultikus figurává vált.
1945-ben rögzítette első lemezét, a „Mazurka Dança Mariquinhát”. 1954-ig a rádióban dolgozott.
A bossa nova megjelenése után zenéjét már nem játszották olyan gyakran a nagyobb városokban, de a vidéki területeken népszerűsége töretlen maradt. Az 1970-es, -80-as években az ismert zeneszerzők, Caetano Veloso, Gilberto Gil, Milton Nascimento és fogadott fia, Gonzaguinha darabjait játszotta. Számos jól ismert, sikeres darabja Humberto Teixeirával együttműködve született.
Luiz Gonzagát „forró” legismertebb képviselőjének tartják.

## Albumok
- 1956: Aboios e Vaquejadas
- 1957: O Reino do Baião
- 1958: Xamego
- 1961: Luiz "LUA" Gonzaga
- 1962: Ô Véio Macho
- 1962: São João na Roça
- 1963: Pisa no Pilão (Festa do Milho)
- 1964: A Triste Partida
- 1964: Sanfona do Povo
- 1965: Quadrilhas e Marchinhas Juninas
- 1967: O Sanfoneiro do Povo de Deus
- 1967: Óia Eu Aqui de Novo
- 1968: Canaã
- 1968: São João do Araripe
- 1970: Sertão 70
- 1971: O Canto Jovem de Luiz Gonzaga
- 1971: São João Quente
- 1972: Aquilo Bom!
- 1972: Volta pra Curtir (Ao Vivo) (BR: Gold
- 1973: A Nova Jerusalém
- 1973: Sangue de Nordestino
- 1973: Luiz Gonzaga
- 1974: Daquele Jeito...
- 1974: O Fole Roncou
- 1976: Capim Novo
- 1977: Chá Cutuba
- 1978: Dengo Maior
- 1979: Eu e Meu Pai
- 1979: Quadrilhas e Marchinhas Juninas, vol. 2: Vire Que Tem Forró
- 1980: O Homem da Terra
- 1981: A Festa
- 1981: A Vida do Viajante: Gonzagão e Gonzaguinha
- 1982: Eterno Cantador
- 1983: 70 Anos de Sanfona e Simpatia
- 1984: Danado de Bom
- 1984: Luiz Gonzaga & Fagner (BR: Gold
- 1985: Sanfoneiro Macho
- 1986: Forró de Cabo a Rabo
- 1987: De Fiá Pavi
- 1988: Aí Tem
- 1988: Gonzagão & Fagner 2: ABC do Sertão
- 1989: Vou Te Matar de Cheiro
- 1989: Aquarela Nordestina
- 1989: Forrobodó Cigano
- 1989: Luiz Gonzaga e sua Sanfona, vol. 2

## Videó
- 2004: Danado de Bom

## Díjak
- 1941: első díj az Ary Barroso tehetségkutató versenyen
- 2007: Ordem do Mérito Cultural
- 1992: Prêmio da Música Brasileira
- 1984: Shell-díj
- A Luiz Gonzaga-gátat az ő tiszteletére nevezték el – „(Usina Hidrelétrica Luiz Gonzaga)”

## Fordítás
Ez a szócikk részben vagy egészben  a   Luiz Gonzaga című német Wikipédia-szócikk ezen változatának fordításán alapul.  Az eredeti cikk szerkesztőit annak laptörténete sorolja fel. Ez a jelzés csupán a megfogalmazás eredetét és a szerzői jogokat jelzi, nem szolgál a cikkben szereplő információk forrásmegjelöléseként.